# Skanør Kirke
Skanør Kirke (svensk Skanörs kyrka) i Skanør i det sydvestlige Skåne blev bygget i 1300-tallet som afløser for en endnu ældre kirke (formodentlig fra 1100-tallet). Kirken er indviet til Olav den Hellige.
Kirken nævnes første gang under ærkebiskop Anders Sunesen. Skanørs voksende betydning som handelsplads for hansestæderne mod slutningen af 1200-tallet, skabte behov for en udvidelse af kirken, som skete i begyndelsen af 1300-tallet. Skibet blev forlænget med to fag mod vest, og den romanske stil blev afløst af den gotiske. I begyndelsen af 1400-tallet blev det nuværende kor opført. Der var planer om en betydelig udvidelse af kirken.
Nord for kirken findes resterne af den gamle fogedborg fra første halvdel af 1200-tallet.